# Swakop (reka)
Reka Swakop (kojsansko Tsoaxaub) je glavna reka v zahodnem delu Namibije in doseže morje na južnem robu mesta Swakopmund (nemško ustje Swakopa). Swakop je efemeridna reka, odteče približno 40 milijonov kubičnih metrov letno.

## Opis
Reka Swakop je skupaj s svojim glavnim pritokom, reko Khan, ena največjih efemeridnih rek, rek z občasno vodo, v suhem zahodnem delu Namibije. Dolga je 460 km in ima 30.100 km² veliko povodje. V Swakopmundu se izliva v južni Atlantski ocean. Ime izhaja iz kojsanščine, v namščini in damarščini se imenuje Tsoa-xaub (tsoa pomeni 'odprtje iztrebkov' ali 'anus', medtem ko xaub kaže na 'vsebino iztrebkov'). To ime izhaja iz ugotovitve, da pretok velike količine rjavkastega blata v dežju prinaša vse mogoče, tudi trupla živali, in jih odlaga v Atlantski ocean.
Območje okoli ustja reke in okoliške sipine so znani tudi po bogatem življenju ptic in nekaterih nenavadnih rastlinskih vrst (kot je velbičevka), ki uporabljajo meglo za ohranjanje, kadar ni druge vlage.
Gladina podzemne vode na tem območju se je zaradi dveh velikih jezov na reki Swakop znižala za približno 0,3 m.
Ne glede na neenakomeren tok reke je v dolini reke Swakop nekaj kmetijstva, zato je regija znana po svežih pridelkih, predvsem paradižniku, beluših in oljkah. Grozita zasoljevanje in onesnaženje z uranom (naravno ali iz rudnika urana Rössing), ki lahko slabo vplivata na kmetijstvo pridelavo.

## Hidrologija
Swakop odmaka okoli 30.100 km², od izliva v Atlantski ocean pri Swakopmundu mimo naselja Otjimbingwe na vzhod do okoli 50 km od Okahandje in na jug do višavja Khomas zunaj Windhoeka. Najvišja točka povodja je 2480 m. Letna količina padavin se giblje od 0 mm v spodnjem toku do 475 mm v vzhodnem višavju Khomas. 39 % povodja ima padavine, ki presegajo 300 mm na leto, do 80 % povodja dobi letno količino padavin nad 100 mm.
Jez Von Bach blizu Okahandje in jez Swakoppoort zahodno od Gross Barmena v zgornjem toku reke Swakop sta zelo pomembna za oskrbo z vodo osrednje Namibije. Kot vse reke ima tudi Swakop vrsto pomembnih izvirov in večjih mokrišč v spodnjem toku. Podtalnica je pogosto slana zaradi zasoljenih tal.
V spodnjem toku reke poplave vedno bolj naraščajo zaradi večje uporabe zemljišč na galeriji gozdov ob reki. To prispeva k močnejšemu in hitrejšemu odtoku in povečani eroziji swakopskih mokrišč.

## Rastlinstvo in živalstvo
Zaradi svoje velikosti in obsega ima reka Swakop zelo raznovrstno območje povodja. 29 % površine je savana visokega velda, 28 % je savana trnatega velda, 34 % je polpuščava in prehodno območje ter 9 % osrednja puščava Namib. V visokogorju prevladuje bolj ali manj gosto grmovje. V sušnem spodnjem toku je rastlinstvo bolj omejeno na dolino reke Swakop z značilno galerijsko vegetacijo iz dreves Faidherbia albida, tamariša (Tamarix), Acacia erioloba, salvadore, različne vrste fig, euclea in tudi tobak (Nicotiana spp.), kristavec (Datura) in Prosopis spp. kot invazivne vrste.
Divje živali so le na redko poseljene v spodnjem toku. To so predvsem razne antilope, manjši plenilci in ptice. Velikih živali, kot so sloni, nosorogi, levi in druge velike mačke, ni več mogoče najti. V preostalem povodju so številne turistične in lovske kmetije, kjer se zadržujejo tudi velike mačke.

## Uporaba in kolonizacija
V primerjavi z drugimi suhimi rekami v zahodni Namibiji so v porečju reke Swakop mesta Usakos, Karibib, Otjimbingwe, Okahandja in glavno mesto Namibije Windhoek z več kot 200.000 prebivalcev.
V zgornjem toku reke so kmetije pogosto daleč od reke, značilna je ekstenzivno paša, jezovi in visoka raven podzemne vode vzdolž celotne doline reke Swakop pa spodbujajo intenzivno kmetovanje in celo vrtnarjenje, kot je gojenje belušev v Swakopmund Goanikontes.
Široka uporaba podzemne vode v kmetijstvu in velika poraba vode v mestih povzročata nižanje podtalnice. Zlasti v spodnjem toku povzroča izsušitev mnogih izvirov in tudi uničenje galerijske vegetacije. Zaradi kmetijske prakse se je erozija močno povečala, tako da se dragocenejša tla izgubljajo, povečujejo pa se poplave.
Rudniki urana, kot sta rudnik Langer Heinrich v spodnjem toku Swakopa in Rössing na reki Khan, uporabljajo ogromne količine vode, ki še dodatno znižuje podtalnico. Poleg tega  pogosto trdijo, da pride radioaktivni prah po reki Khan v Swakop in je zato tam pridelana zelenjava onesnažena z radioaktivnimi snovmi.
Most Swakop v Swakopmundu je pomemben objekt v bližini kraja, pri katerem se reka izliva v morje.